# Habitat floristique du Barachois-de-Bonaventure
L'habitat floristique du Barachois-de-Bonaventure est une aire protégée du Québec (Canada) située à Bonaventure. Cette petite aire de 38 ha, située entièrement à l'intérieur de la réserve aquatique de l'Estuaire-de-la-Rivière-Bonaventure, a pour objectif de protéger une population de gentiane de Macoun (Gentianopsis virgata subsp. macounii), une plante herbacée rare au Québec et croissant au bord des îles.

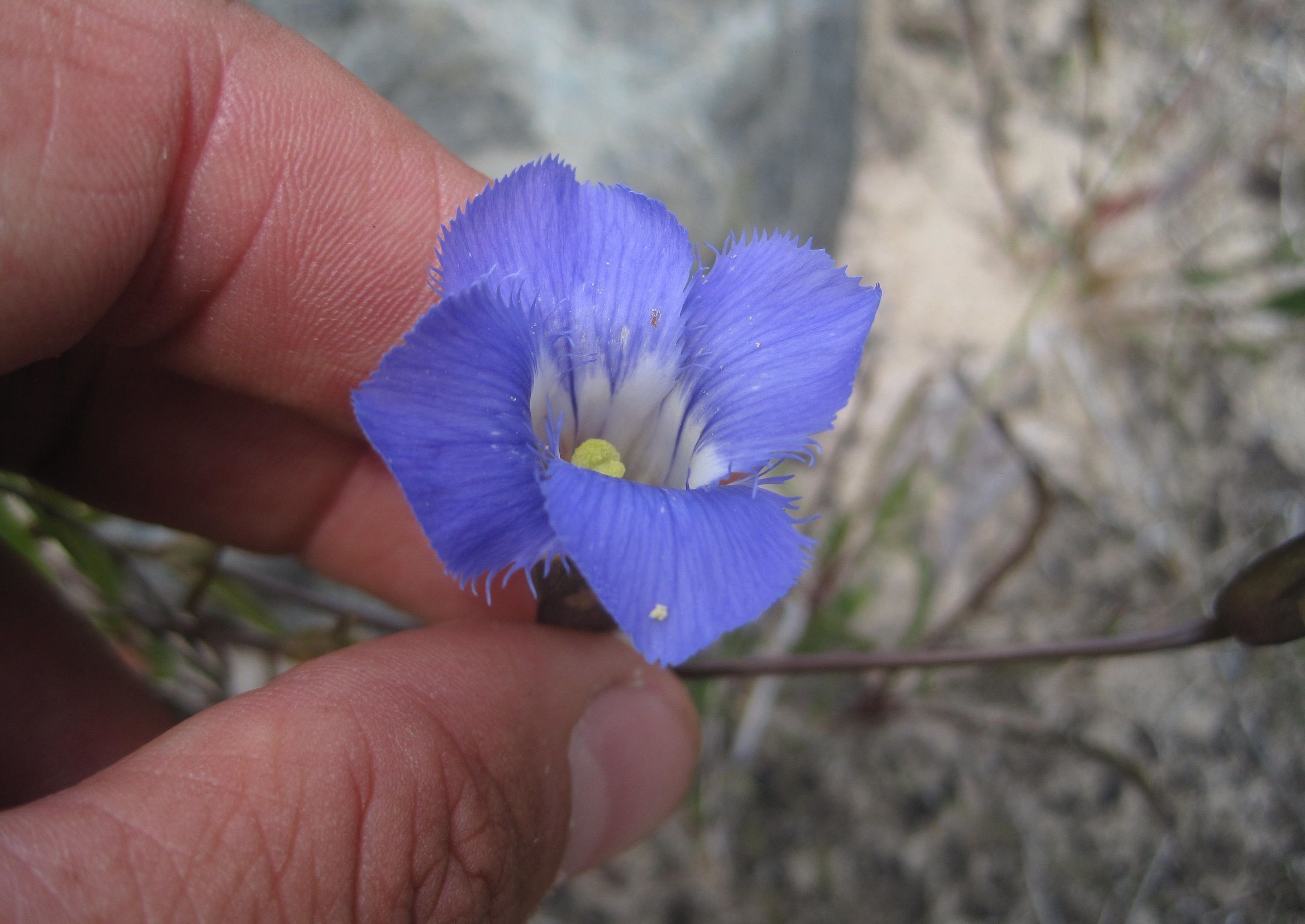
Fleur de Grande gentiane.